# Claret Serrahima
Claret Serrahima (Barcelona, 1950) és un dissenyador català.
De nom Antoni Maria Claret Serrahima i de Riba fill de Rafael Serrahima i Bofill (1910-1991), pintor i orfebre, i de Elena de Riba i de Salas (+1994). Net de Lluís Serrahima i Camín.
És conegut per haver dissenyat els logotips o la imatge corporativa d'institucions com l'Institut Ramon Llull, el Futbol Club Barcelona, la Fundació Alícia, CatalunyaCaixa o l'Ajuntament de Barcelona, el logotip del centenari de l'any Miró (1993), el KRTU, Sita Murt, Casa Àsia o el Bulli, entre molts d'altres. També és l'autor de la imatge institucional de l'actual escut de Barcelona.

## Obra
Claret Serrahima pertany a una generació que ha viscut canvis radicals en la tecnologia del disseny. La destresa tècnica en el dibuix, la cal·ligrafia i el traç són per a ell eines bàsiques. Va estudiar art i mai no ha deixat de dibuixar. En els seus viatges emplena llibretes i llibretetes, per a ell són com llibres de text, cròniques, quaderns de bitàcoles gràfics. Potser per això, quan el Cercle Artístic de Sant Lluc corria perill, va assumir-ne la presidència i amb la seva junta van trobar un nou espai i li van donar una segona vida. Potser per això ara també a la seva casa estudi de Ceret investiga tot allò que el llapis i el paper permet. El seu treball no s'entén si no veus la seva afició al llapis i el paper.

### Projectes destacats
En particular, ha realitzat projectes d'identitats culturals i corporatives d'empreses públiques, privades i museus: El Bulli, l'Any Miró'93, Museu d'Art moderne de Ceret, FC Barcelona, marca de la ciutat de Barcelona, la Guàrdia Urbana i els Bombers de Barcelona, Teatre Romea, Universitat Politècnica de Catalunya (identitat i senyalització), Diputació de Barcelona (identitat i senyalització dels Parcs Naturals) i més recentment Octubre (Centre de Cultura Contemporània Valencia), Arts Santa Mònica o CatalunyaCaixa, entre d'altres.

### Exposicions rellevants
La seva obra ha estat exposada en diversos països d'arreu del món i publicada en revistes especialitzades (Graphis de Nova York, Creativity News, Glamour, Ardi, Visual, ON, etc.). L'any 2010 el Musée d'art moderne de Céret va dedicar una exposició a la seva trajectòria. Durant la tardor de 2011 es va celebrar una exposició en el seu honor a l'Arts Santa Mònica de Barcelona, amb el títol de Serrahima de cap a peus.

## Premis i reconeixements
Pel seu treball ha estat guardonat en diverses ocasions amb premis nacionals i internacionals, entre d'altres: diversos Laus d'Or (Arts Santa Mònica, Pedro Gracía) i LAUS Plata, la menció especial del Premi Ciutat de Barcelona de Grafisme i Comunicació (Or 1994, Argent 1995), Mèrit Award en la 5a Mostra International de l'Art Directors Club de N.Y. 1991, Premi Infomac 1996, Menció especial Premi Ciutat de Barcelona 1999, Primer Premi Liderpack 1999 de Disseny i Comunicació Gràfica, menció especial en el "Premio Gràfica di Fiera de Bologna 1994", Premi International Pantone Color Award 1990, entre d'altres.
Altres premis
- 2010 - Premi Nacional de Disseny